# Tipula innubens
Tipula innubens är en tvåvingeart som beskrevs av Alexander 1942. Tipula innubens ingår i släktet Tipula och familjen storharkrankar.
Artens utbredningsområde är Peru. Inga underarter finns listade i Catalogue of Life.